# Genista lobelii
Genista lobelii är en ärtväxtart som beskrevs av Dc. Genista lobelii ingår i släktet ginster, och familjen ärtväxter.

## Underarter
Arten delas in i följande underarter:
- G. l. lobelii
- G. l. longipes